# SiRFstarIII

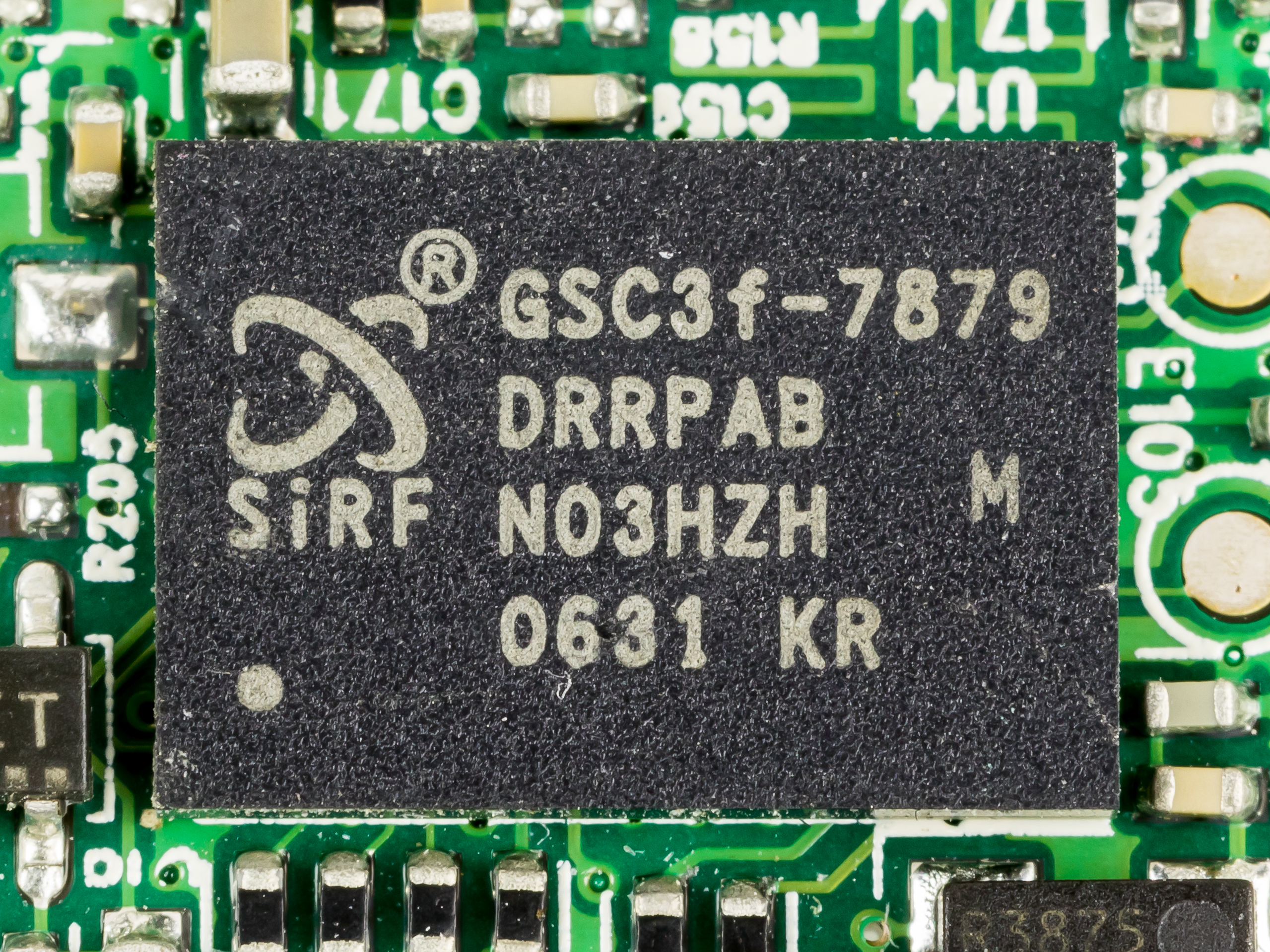
SiRFstarIII GSC3f

SiRFstarIIIは、2004年に発表され、SiRFテクノロジーによって製造された高感度GPSマイクロコントローラチップ。GPSマイクロコントローラチップは、GPS衛星からの信号を解釈し、GPS受信機の位置を決定する。

## 機能
SiRFstarIIIの特徴:
- 20チャンネルの受信機で、すべての可視GPSおよびWAAS衛星の信号を同時に処理することができます。
- 連続動作時の消費電力は62mW。
- 補助GPSクライアント機能により、TTFF（英語版）を1秒未満に短縮可能。
- トラッキング時の受信感度 -159 dBm。
- SBAS（WAAS、MSAS、EGNOS）対応

## ギャラリー

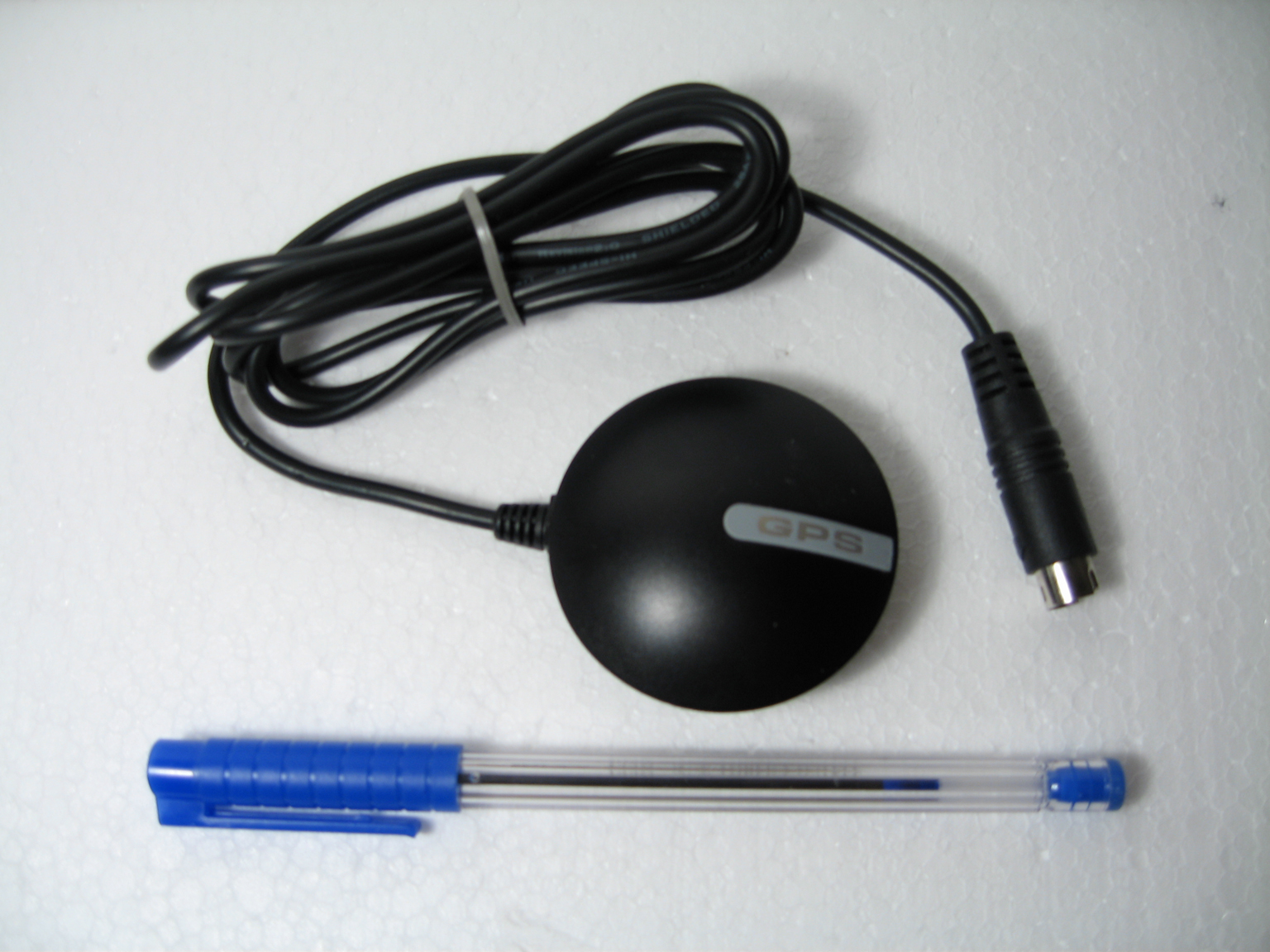
WAAS/EGNOSをサポートする SiRFstarIIIチップベースの20チャネルGPSレシーバー。
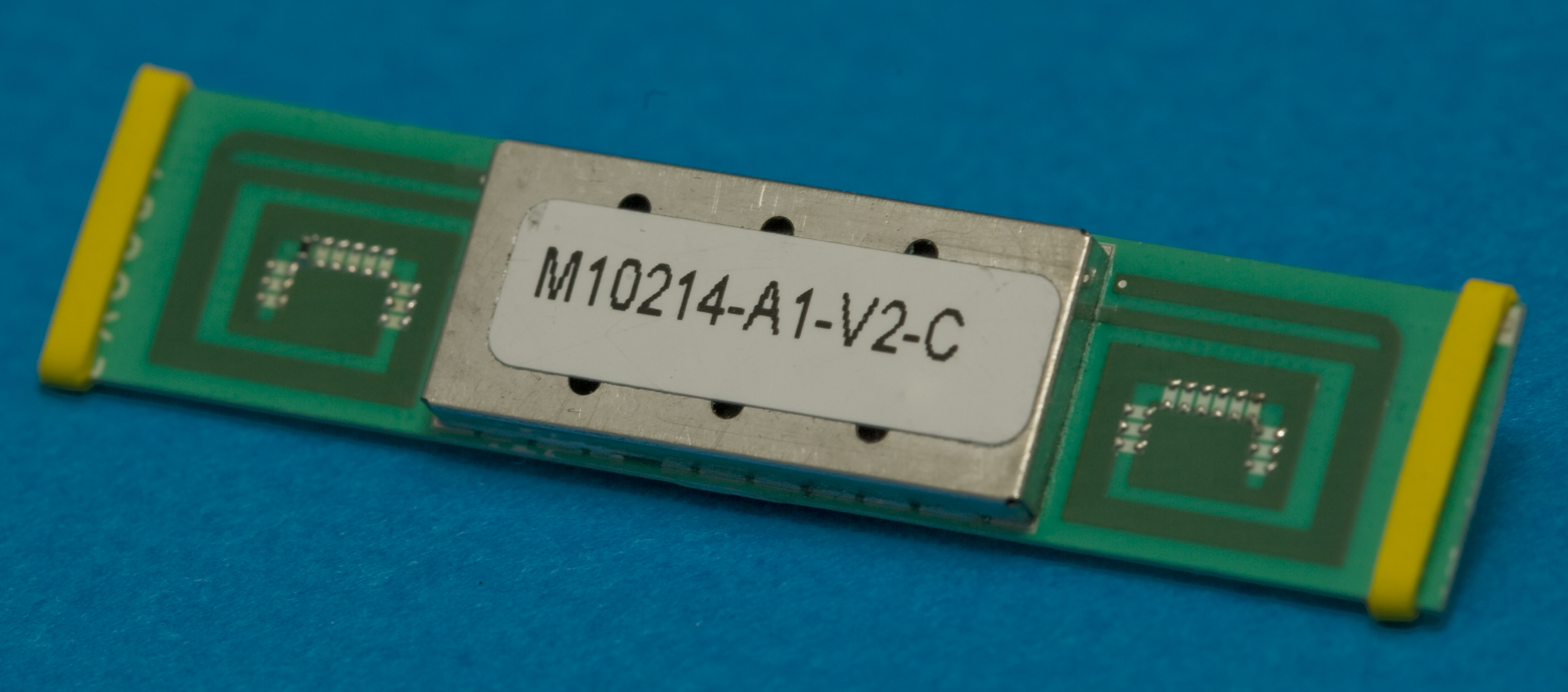
英国Antenova社のSiRFstarIII受信機と統合アンテナ。サイズはわずか49×9×4mm。
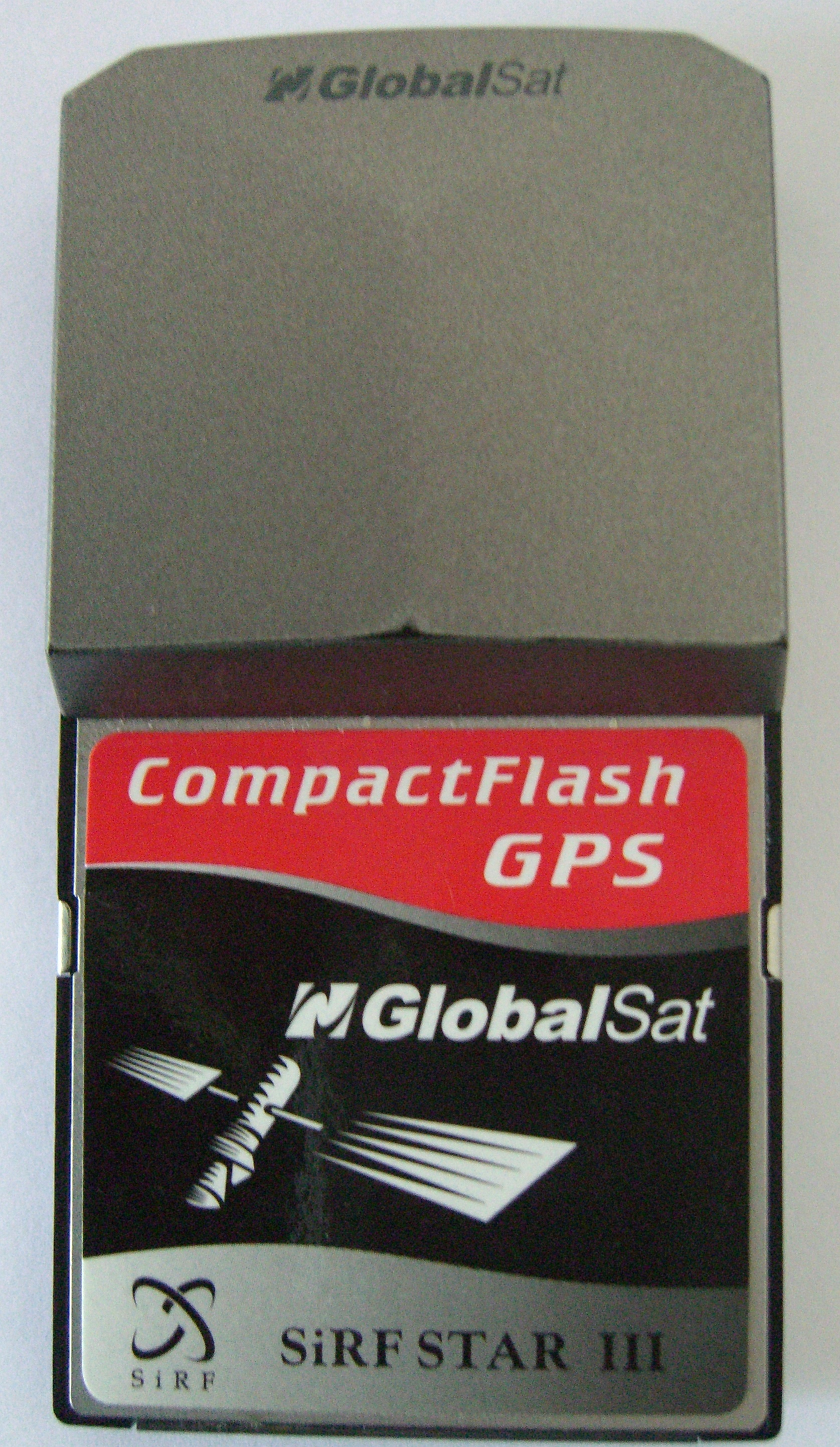
CompactFlash SirfStar III レシーバー。